# Cão da Serra de Aires
Der Cão da Serra de Aires ist eine von der FCI (Nr. 93, Gr. 1 Sek. 1) anerkannte Hunderasse aus Portugal. Er wird seit Oktober 2012 vom AKC im Hinblick auf eine mögliche Anerkennung als Portuguese Sheepdog im Foundation Stock Service geführt.

## Herkunft und Geschichtliches
Die Herkunft ist nicht eindeutig. Eine Spur führt zum Grafen Castro Guimaraes, der Hunde der Rasse Berger de Brie eingeführt und weiterentwickelt hätte, eine andere Theorie sagt, dass der Berger des Pyrénées der Ursprung ist und lediglich Berger de Brie eingekreuzt wurden.

## Beschreibung
Der Hund wird bis zu 55 cm mittelgroß und 27 kg schwer. Ihm wird affenähnliches Aussehen und „Gehabe“ nachgesagt, weswegen er in seiner Heimat auch Affenhund genannt wird. Sein Haar ist sehr lang, glatt und höchstens ein wenig wellig, im Griff an Ziegenhaar erinnernd. Den affenähnlichen Gesichtsausdruck prägen die langen Haare an Kinn, Augenbrauen und Schnauzbart, die Augen sind aber immer zu sehen. Das Haar bedeckt den ganzen Körper, selbst zwischen den Zehen. Unterwolle ist nicht vorhanden. Viele Farben kommen vor: Gelb, Braun, Grau, Lohfarbe und Wolfsgrau jeweils in heller, üblicher oder dunkler Tönung, sowie Schwarz mit mehr oder weniger starken rotbraunen Abzeichen, gleich ob mit oder ohne Einsprengung weißer Haare, jedoch nie mit weißen Flecken, ausgenommen ein kleiner weißer Brustfleck. Die 
Ohren sind hoch angesetzt und ohne Knick herabfallend, dreieckig, von mittlerer Länge, dünn und glatt. Die Rute ist hoch angesetzt, bis zum Sprunggelenk reichend.

## Verwendung
Im Alentejo dient er zum Bewachen und Treiben von Herden aller Art. Geschätzt ist er wegen seiner geschickten Art, die Herden auf der Weide zusammenzuhalten und Ausreißer zurückzuholen.